# ドリス・ヴァン・ノッテン

ドリス・ヴァン・ノッテンの紋章

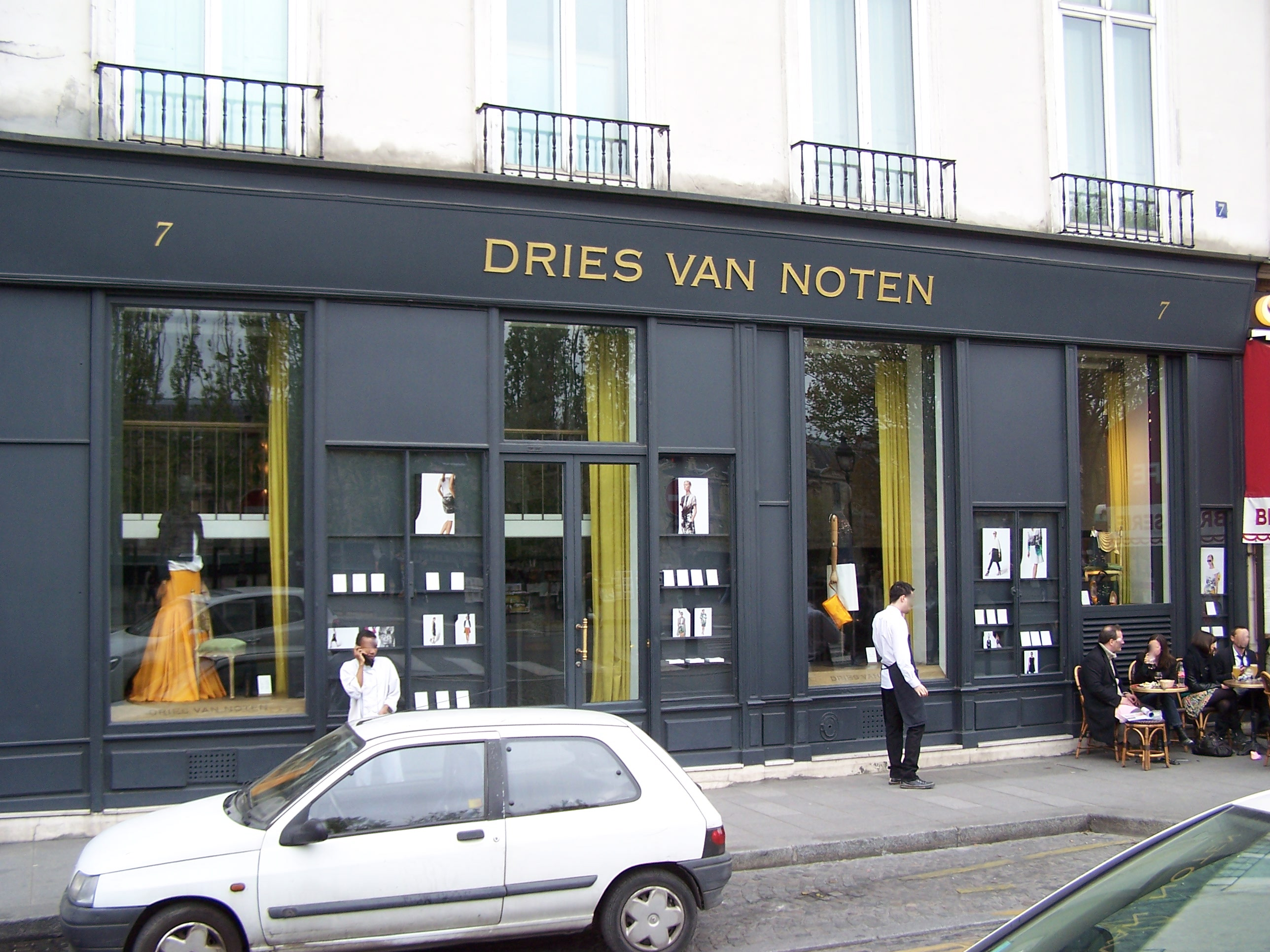
ドリス・ヴァン・ノッテン

ドリス・ヴァン・ノッテン（Dries Van Noten、1958年5月12日 - ）はベルギー・アントワープ出身の世界的に著名なファッションデザイナー。「アントワープの6人」の1人。現地オランダ語発音では「ドリース・ファン・ノーテン」。

## 人物
祖父の代から続く既製服販売店の家に生まれる。その店は、アントワープで初めての男物既製服店。曽祖父は、着古したジャケットを完全にばらし、裏返しにして再度着られるようにする職人だった。12歳の頃から両親と共にパリやデュッセルドルフなどでファッション見本市を見て回る。1977年、18歳で後の「アントワープの6人」と呼ばれるウォルター・ヴァン・ベイレンドンク等とアントワープ王立芸術学院に入学。メリー・プライオットの下で学ぶ。在学中学費を稼ぐためにフリーランスの子供服デザイナーとして働き、1981年に同学院を卒業。ドリスの父親は卒業後、家業を継いでくれるよう望んでいたが、服の販売だけでは物足りなく製作に魅了されていた為、営業用のコレクションのデザインを続ける。
ベルギーの織物産業のGolden Spindleコンペにフルコレクションを揃え、三度参加するも何も売れなかった。この経験はドリスに制作に関する影響を与え、現在でも「見世物」の為の服作りを拒否している。Golden Spindleで制作した服を販売する為、アントワープに小さな店を開く。そんな中、「アントワープの6人」は共同で小規模なコレクションの制作をする事を決め、1986年にロンドンコレクションの展示スペースを借りて出展。用意された場所がウェディングドレスの展示の後ろなどの悪条件の下、懸命な宣伝活動の結果バーニーズ・ニューヨークとホイッスルズのバイヤーの目に止まり、ドリスの制作したシャツとジャケットが売れるようになった。
エスニック調もしくはフォークロア調のデザインを得意とするが、本人は単純に「エスニックデザイナー」と分類されるのを嫌っている。本人は、自分の特徴を、一見すると相容れないような要素・色を組み合わせるところだと語っている。また、スカーフ、マフラーが好きで、毎シーズン、レディス、メンズ共に何種類ものアイテムを発表している。
1989年アントワープに19世紀の大きな店を購入し、初の旗艦店「ヘット・モードパレス」（Het Modepaleis）を開店。その後、世界2店目となる旗艦店が東京都港区南青山で開店したが、輸入代理店ライカとの契約終了に伴い2003年1月26日をもって閉店した。
2009年3月に東京南青山に再び旗艦店が開店した。運営はトゥモローランド。現在、アントワープ、東京以外に、パリ（レディースのみ）、ドバイ、香港、シンガポールに直営店がある。

## 略歴
- 1977年　アントワープ王立芸術学院入学。
- 1981年　同学院卒業。
- 1985年　アントワープに旗艦店「ヘット・モードパレス」を開業。
- 1986年　ロンドンコレクションでデビュー。
- 1991年　パリメンスコレクションに初参加。
- 1993年　パリレディースコレクションに初参加。
- 1994年　 レナウンルックにより日本国内への輸入開始。
- 1998年　ライカと輸入代理店契約を結ぶ。
- 2003年1月26日　ライカとの契約終了に伴い、南青山の旗艦店を閉店。
- 2008年　カウンシル・オブ・ファッション・デザイナーズ・オブ・アメリカ（CFDA）のInternational Awardを受賞。
- 2009年3月　トゥモローランドとのパートナーシップにより南青山に再び旗艦店が開店。
- 2024年　2025年春夏メンズ・コレクションで引退[1]。

## エピソード
- アントワープの郊外、城のような豪邸に住んでいる。花を植えたり、庭の手入れをするのが好きである。
- 広告は今までうったことがない。
- 商品には一点一点名前がつけられている。

## 映画
2016年にドイツ・ベルギー合作でドキュメンタリー映画「ドリス・ヴァン・ノッテン　ファブリックと花を愛する男」（原題: Dries）が製作されている。